# 阿根廷—委內瑞拉關係
阿根廷－委內瑞拉關係是指阿根廷和委內瑞拉两个南美洲国家之间的外交关系。
2024年委內瑞拉總統選舉後，由於阿根廷政府堅持認為尼古拉斯·馬杜羅是通過舞弊選上總統的，2024年7月29日，委内瑞拉宣布与阿根廷断绝所有外交关系。

## 历史

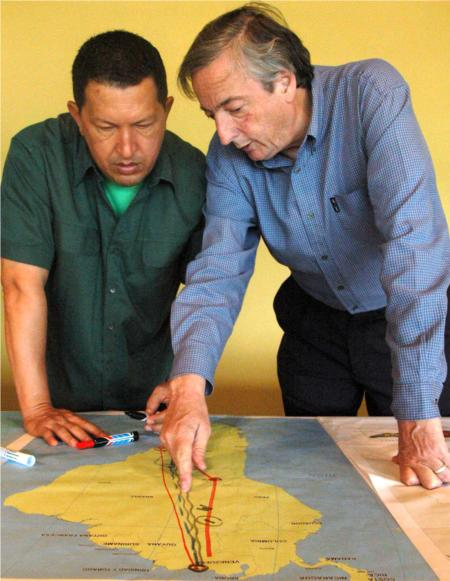
委内瑞拉总统烏戈·查維茲和阿根廷总统内斯托尔·基什内尔，攝於2005年

2008年，阿根廷和委内瑞拉之间的贸易额达14亿美元。
2009年8月11日，委内瑞拉总统乌戈·查韦斯在卡拉卡斯会见了阿根廷总统克里斯蒂娜·费尔南德斯·德基什内尔。两国总统签署了协议，根據該協議，委内瑞拉要从阿根廷进口皮革、机械、大米以及家禽。 协议总价值约11亿美元。 会谈期间，还有数十名阿根廷商人访问委内瑞拉。 
哈维尔·米莱上台後，兩國關係惡化。2024年2月，一架隸屬於委內瑞拉聯合航空的子公司Emtrasur的一架波音747客机在阿根廷布宜诺斯艾利斯的埃塞萨皮斯塔里尼部长国际机场被扣押，隨後阿根廷將該飛機移交給美國。 委内瑞拉外长伊隨即宣佈禁止阿根廷飞机進入委内瑞拉领空。
2024年9月23日，阿根廷和委内瑞拉法院互相對对方的总统发布逮捕令。11月23日下午，委内瑞拉警察包围了阿根廷驻委内瑞拉大使官邸，委內瑞拉方面宣稱阿根廷驻委使馆内藏著5名支持委反對派政治人物玛丽亚·科里纳·马查多的人士。

## 人員往來
20世纪70和80年代，為逃避国家重组进程的統治以及阿根廷經濟的惡化，大量阿根廷人移居委内瑞拉，不過其中许多人后来在委內瑞拉危機爆发后又返回了阿根廷。 
此外還有很多其他的委內瑞拉人移居阿根廷。截至2021年，共有179,203名委内瑞拉人在阿根廷居住， 其中大多数人是在2010年代后半期移居阿根廷的。 截 2018年，委内瑞拉人是阿根廷第四大外籍人士群体，仅次于巴拉圭人、玻利维亚人和智利人。根据國際移民組織的数据，2018年至2020年期間，阿根廷向委内瑞拉公民发放了170,223份居留许可，几乎是巴拉圭公民的两倍。 这使得委内瑞拉人成为该国增长速度最快的外籍人士群体。 